# جون ألكسندر تيلارد
جون ألكسندر تيلارد، (وُلد حوالي عام 1850، وتُوفي في 22 سبتمبر 1913)، كان محاميًا بريطانيًا ومن هواة جمع طوابع البريد، شغل منصب السكرتير الفخري للجمعية الملكية لهواة جمع الطوابع في لندن من عام 1894 إلى عام 1913، وكان أول أمين للجمعية الملكية لهواة جمع الطوابع من عام 1910 إلى عام 1913.
كان جون تيلارد محاميًا في مدينة لندن. قضى وقت فراغه في جمع الطوابع ودراسة هواية جمع الطوابع. كان متخصصًا في الطوابع الصادرة عن جزيرة الأمير إدوارد والهند البريطانية. وعن الأخيرة، نشر "ملاحظات حول سلسلة دي لا رو من طوابع البريد اللاصقة وطوابع التلغراف في الهند" عام 1896.

## مجموعة الطوابع الملكية
بمبادرة من دوق إدنبرة، التقى تيليارد بدوق يورك في 28 فبراير 1893. ووافق على أن يصبح مستشارًا للدوق لمساعدته في إدارة مجموعته من الطوابع. في رسالة، قال الدوق، الذي أصبح لاحقًا الملك جورج الخامس، لتيليارد: "أتمنى أن تكون لديّ أفضل مجموعة طوابع في إنجلترا، وليس واحدة منها". علق هارولد نيكلسون، كاتب سيرة جورج الخامس، بأن تيليارد كان يُرى في قصر دوق يورك الملهم الذي علّم الملك المستقبلي القانون والمعرفة الدستورية.
في عام 1903، صمم تيلارد وجورج سلسلة طوابع كندا التي تصور الملك إدوارد السابع، والتي صدرت بين عامي 1903 و1912.
بعد تولي الدوق العرش ليكون الملك جورج الخامس ملك المملكة المتحدة عام 1910، تم تعيين تيلارد "جامع طوابع الملك" براتب سنوي قدره 750 جنيهًا إسترلينيًا. وفي العام التالي، جعلهُ الملك عضوًا في النظام الملكي الفيكتوري (MVO) لخدماتهِ للملك ولهواية جمع الطوابع.
في تاريخ المجموعة الملكية للطوابع، كان تيلارد القوة الدافعة الرئيسية وراء إنشاء جورج الخامس لأشمل مجموعة طوابع للمملكة المتحدة ودول الكومنولث في العالم. ومع ذلك، عند وفاته، لم يكن قد انتهى من تجميع الطوابع؛ وكان إنجاز هذهِ المهمة النجاح الرئيسي لخليفة تيلارد، إدوارد ديني بيكون.

## الجمعية الملكية لهواة جمع الطوابع
كان عضوًا في جمعية هواة جمع الطوابع بلندن، وشغل منصب السكرتير الفخري من عام 1894 إلى عام 1913. سمح بمشاركة أميرين من هواة جمع الطوابع في الجمعية: ألفريد، دوق إدنبرة، شقيق الملك إدوارد السابع، الذي انتُخب رئيسًا فخريًا عام 1890، وابن أخ ألفريد، جورج، دوق يورك.

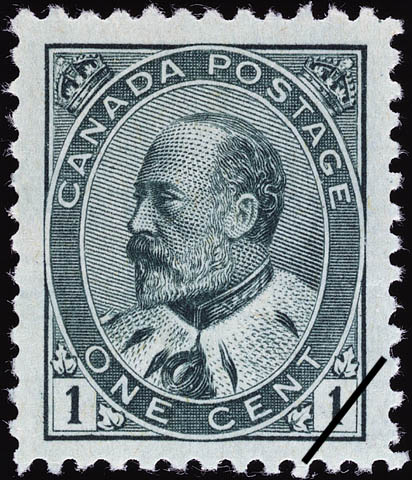
طابع بريد كندي صدر عام 1903 صممهُ جون ألكسندر تيلارد

في عام 1906، ساعد جمعية هواة جمع الطوابع بلندن في الحصول على لقب "ملكي"، لتصبح الجمعية الملكية لهواة جمع الطوابع بلندن، التي تولى دوق يورك رئاستها منذ عام 1896.
وتخليدًا لذكرى تيلارد، أنشأت الجمعية الملكية لهواة جمع الطوابع بلندن ميدالية تيلارد، التي مُنحت لأول مرة عام 1920 لعضو واحد (أو اثنين، إذا كانا مرتبطين) من أعضاء الجمعية لأفضل عرض طوابع.